# Kottmar
Kottmar (hornolužickosrbsky Kotmar, v hornolužickém nářečí Kupper) je 582 m vysoký vrch na území hornolužické obce Kottmar (místní část Walddorf) v zemském okrese Zhořelec. Svou polohou je nejvýchodnějším vrcholem Šluknovské pahorkatiny.

## Přírodní poměry
Vrch Kottmar se nachází v německé části Šluknovské pahorkatiny v nejvýchodnějším výběžku její části Östliches Oberlausitzer Bergland (Východní hornolužická vrchovina). Se svou nadmořskou výškou 582 m je 6. nejvyšším vrchem Šluknovské pahorkatiny a zároveň 2. nejvyšším vrchem v její německé části. Vrcholovou část vrchu tvoří znělec, střední a dolní části svahů pak lužický granodiorit, který je zčásti překryt morénou. Na jižním a jihovýchodním svahu se nachází větší průniky nerozlišeného bazaltoidu a na dalších svazích též nevelké žíly doleritu. Převládajícím půdním typem je podzolová kambizem doplněná o pseudoglej. Na západním svahu vyvěrá v nadmořské výšce 478 m jeden ze tří pramenů Sprévy, která náleží k úmoří Severního moře. Potoky z ostatních svahů pak náleží k povodí Lužické Nisy a úmoří Baltského moře. Většina vrchu je zalesněna převážně jehličnatým lesem. Vrch leží v chráněné krajinné oblasti Kottmar.

## Stavby
Na vrcholu Kottmaru stojí 15 metrů vysoká zděná rozhledna z roku 1881. V následujícím roce byla postavena budova restaurace, která byla v letech 1927 a 1965 přestavěna. Rozhledna i restaurace jsou od roku 2008 uzavřené. V 60. letech 20. století byly severovýchodně od vrcholu vybudovány skokanské můstky. Západně od vrcholu stojí 3,5 metru vysoký triangulační sloup z roku 1864. Východně od vrcholu stojí pozůstatek televizního vysílače, který byl roku 2007 odstaven.

## Galerie

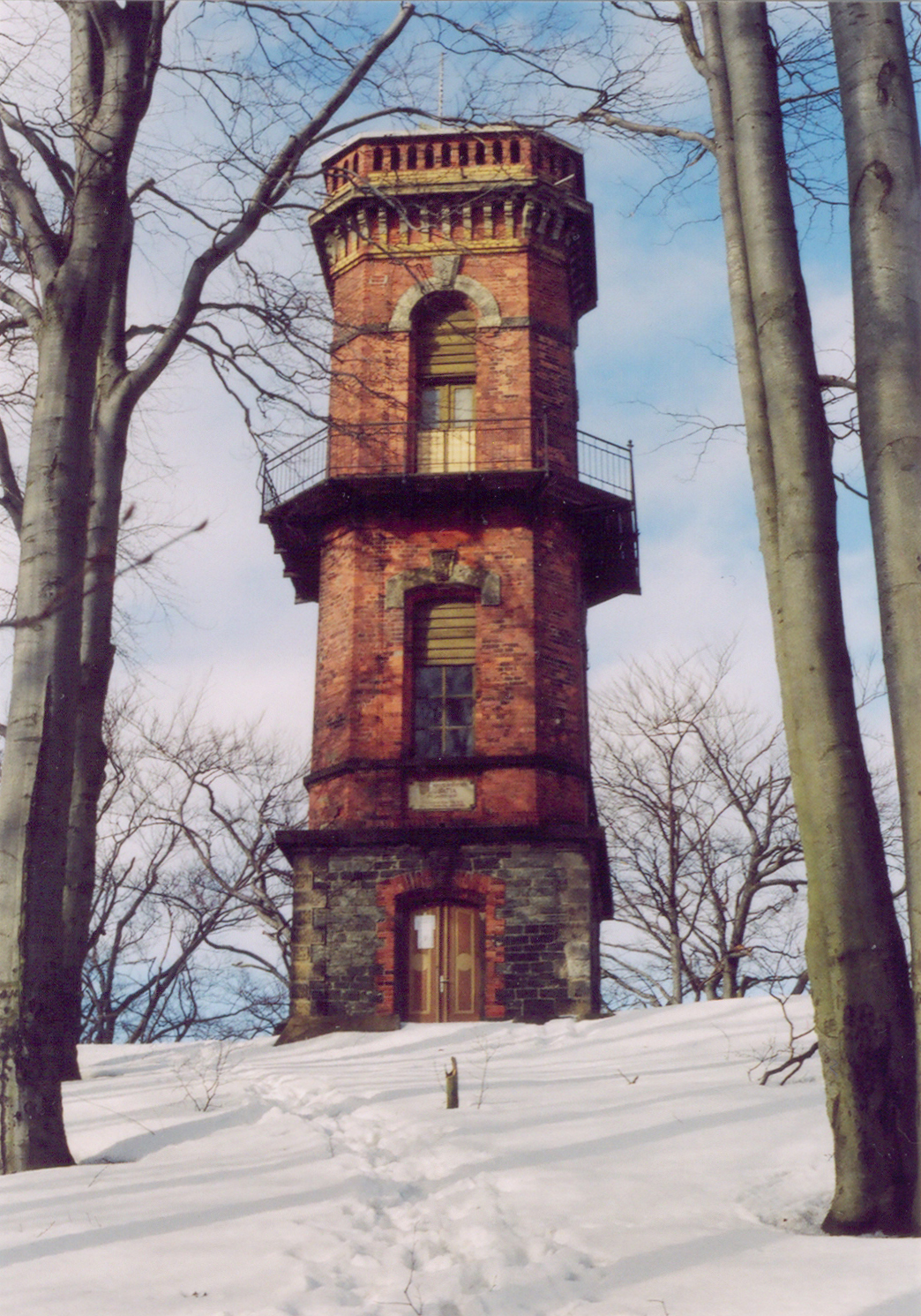
Rozhledna
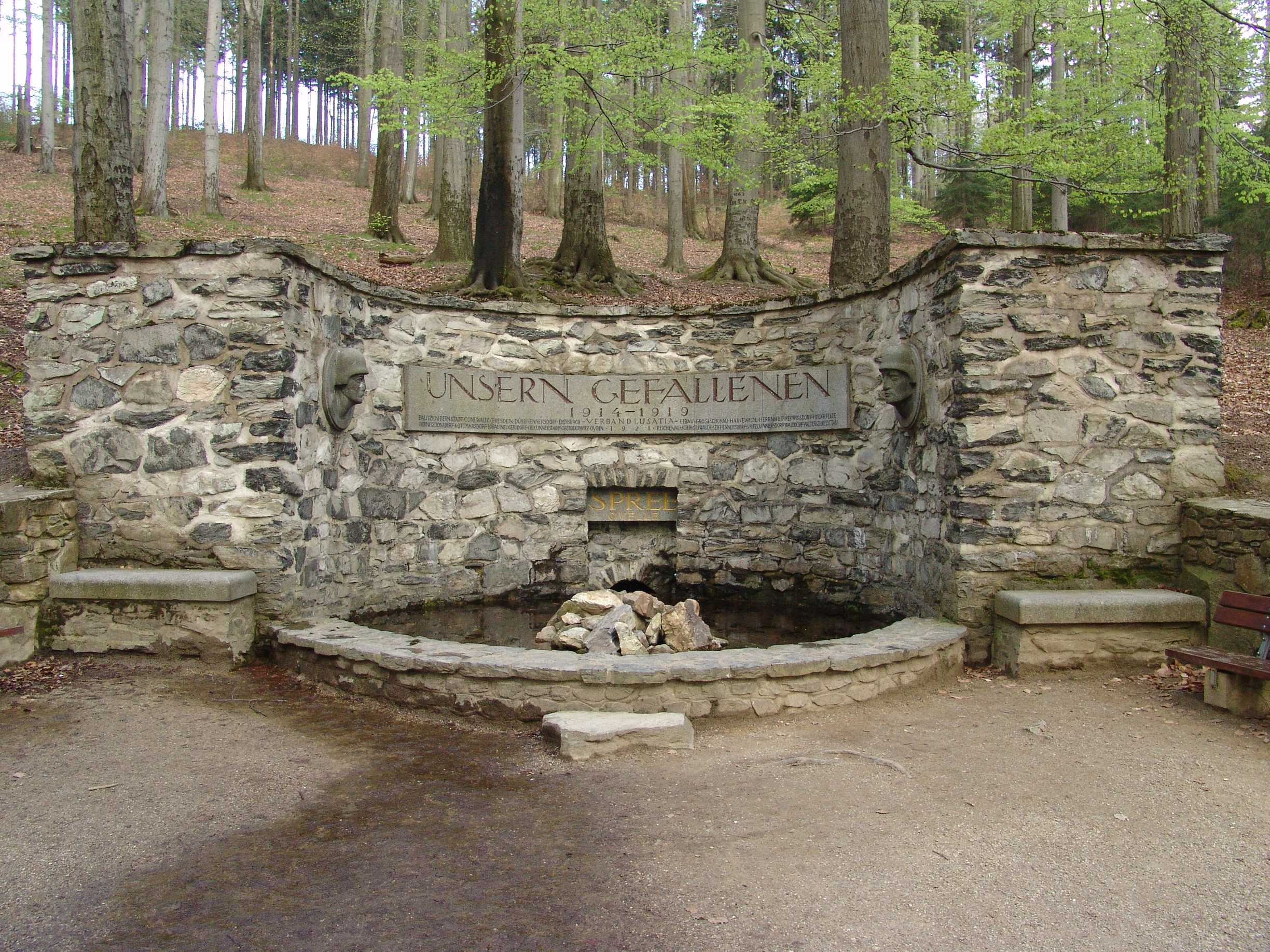
Pramen Sprévy
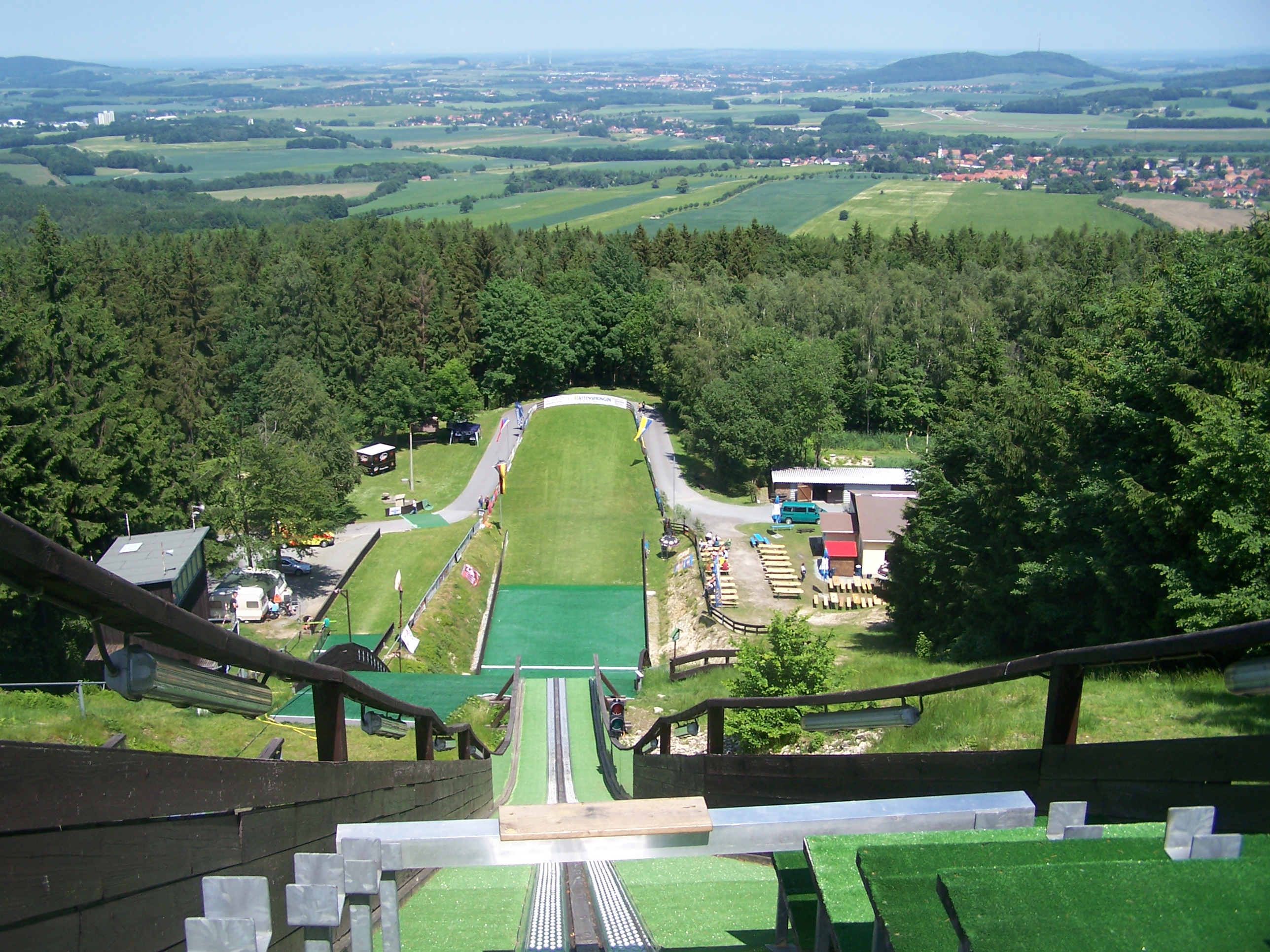
Skokanský můstek
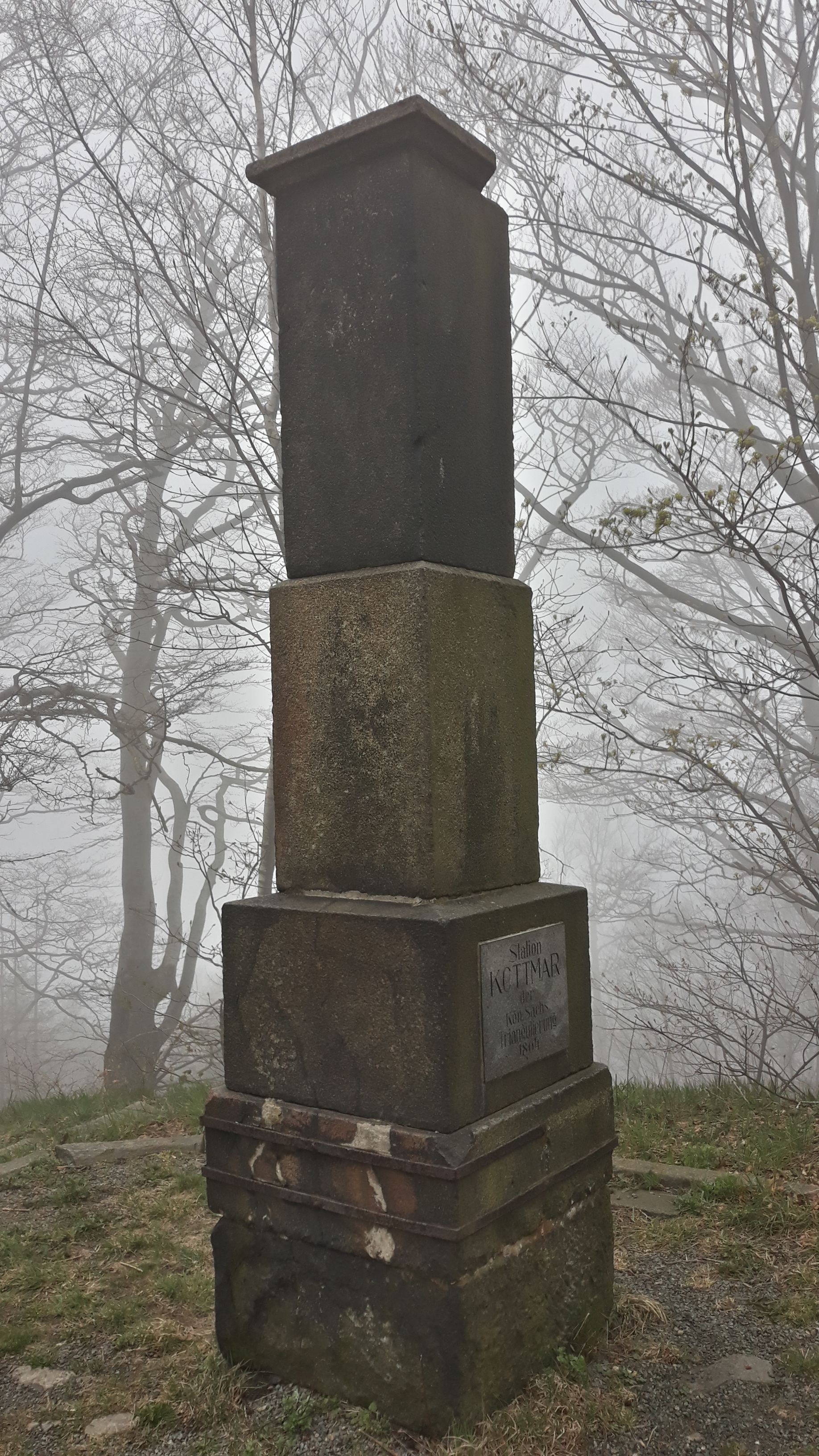
Triangulační sloup